# Георги Бижков
Георги Христов Георгиев-Бижков е български учен в областта на методологията и методиката на педагогическите изследвания, педагогическата диагностика, сравнителното образование и социалната педагогика, професор във Факултета по начална и предучилищна педагогика на Софийския университет „Св. Климент Охридски“.

## Биография
Роден е през 1940 г. в с. Драгановци, област Габрово. Завършва гимназия в Севлиево и Педагогика в Софийския университет „Св. Климент Охридски“. През 1970 г. защитава докторат в Берлин. Специализира в Кьолн, Виена, Москва. От 1993 до 2003 г. е декан на Факултета по начална и предучилищна педагогика. Създава и ръководи Катедра по социална педагогика и социално дело.
Член е на Руската академия на образованието и председател на Постоянната комисия по педагогически науки към НАОА (2003 – 2012). Носител е на множество академични и обществени награди, сред които е и Почетният знак на Софийския университет „Св. Климент Охридски“ със синя лента.
Умира на 8 януари 2014 г. в София.